# بونتا سيريس
بونتا سيريس هو نتوء وجزيرتان قبالة الساحل الشمالي للمغرب داخل مضيق جبل طارق. الجزر بها منارة وهي على بعد حوالي 100 متر (330 قدمًا) من البر الرئيسي وتوفر مرسى جيد. يقع بالقرب من ميناء طنجة المتوسط على البحر المتوسط داخل منطقة طنجة تطوان الحسيمة شمال المغرب.
تقع جزيرة تورة ، وهي منطقة متنازع عليها بين المغرب وإسبانيا، على بعد حوالي 6 كيلومترات (3.7 ميل) شرقًا.